# Víktor Getts
Víktor Vladímirovich Getts –en ruso, Виктор Владимирович Гетц– (24 de febrero de 1994) es un deportista ruso que compitió en halterofilia. Ganó una medalla de plata en el Campeonato Europeo de Halterofilia de 2015, en la categoría de 77 kg.

## Palmarés internacional
| Campeonato Europeo | Campeonato Europeo | Campeonato Europeo | Campeonato Europeo |
| Año                | Lugar              | Medalla            | Categoría          |
| ------------------ | ------------------ | ------------------ | ------------------ |
| 2015               | Tiflis (Georgia)   | Medalla de plata   | 77 kg              |